# Lisle-en-Barrois
Lisle-en-Barrois é uma comuna francesa na região administrativa de Grande Leste, no departamento de Meuse. Estende-se por uma área de 28,94 km². Em 2010 a comuna tinha 33 habitantes (densidade: 1,1 hab./km²).